# Аурвандиль

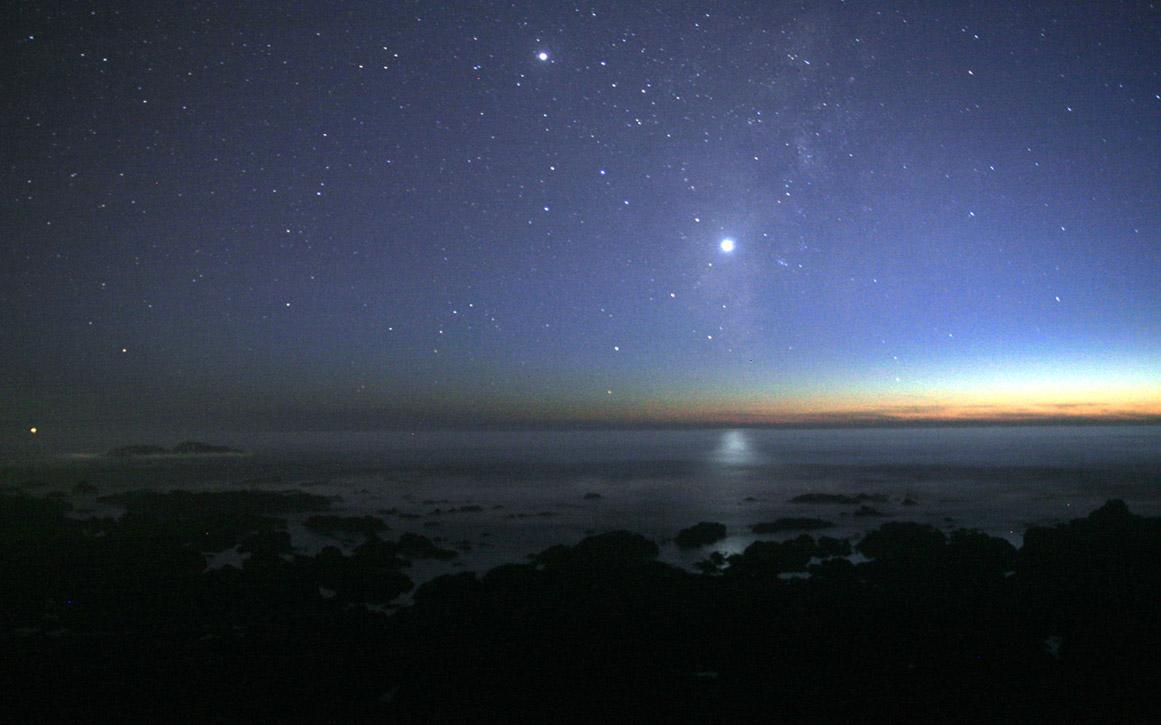
Англосаксонское слово earendel использовалось для обозначения Венеры — «утренней звезды, что ярко сияет на рассвете перед тем, как встаёт солнце»

Аурвандиль (др.-исл. Aurvandill, др.-англ. Ēarendel и Ēorendel, др.-в.-нем. Aurendil, Orentil, Orendel, Erentil, ломб. Auriwandalo, ланг. Auriwandalo, гот. Auzandil, латин. Horwendillus, Horuuendillus, Ørvendil) — персонаж общегерманской мифологии, известный практически во всех германских мифологиях, в том числе в древнескандинавской, древнеанглийской, отчасти немецкой и готской и представленный как некий персонаж, связанный со звёздным небом и звёздами, в особенности со звёздами и небесными телами Венера, Сириус или Ригель.
Аурвандиль, или Эарендель в большинстве случаев представляется как человек (отчасти скандинавская традиция, а также немецкая и средневековая традиция) либо фигура неясного происхождения (древнеанглийская и скандинавская традиция), связанный с возникновением некоей звезды (обычно предполагают в качестве данной звезды рассматривать Венеру, Сириус или Ригель) либо имеющий устойчивую связь с определённой звездой (всё с той же Венерой). Предания об Аурвандиле достаточно известны в скандинавской мифологии, также он (зачастую под другими именами, родственными древнеисландскому) упоминается в некоторых других религиозных (христианских, Христос I, Кюневульф) и средневековых (немецкая поэма «Орендель», «Деяния данов» Саксона Грамматика) текстах и произведениях.
Аурвандиль имел большую популярность у древнегерманских народов и их потомков, поскольку встречается в широком ряду источников разного жанра. Древнескандинавские предания повествуют о Аурвандиле как фигуре неясного происхождения (возможно, человеке), которого бог грома Тор переносит в своей корзине через ледяные земли великанов. В один момент Аурвандиль высовывает палец наружу, и тот оказывается обморожен; Тор отламывает его и подбрасывает в небо, где он становится звездой Палец Аурвандиля (др.-исл. Aurvandilstá «Палец Аурвандиля», иногда идентифицируемую как звезда Ригель). Под именем Эарендель (др.-англ. Ēarendel) он упоминается в поэме Кюневульфа «Христос I» и соотносится с утренней звездой Венерой и Иоанном Крестителем. Далее под именем Орентель, или Орендель (нем. Orentel) он появляется в поэме «Орендель» как моряк, отправившийся в Святую землю и вернувшийся домой неузнанным другими людьми. В Средние века латинизированный вариант его имени, Хорвендил (лат. Horwendillus) был дан отцу Гамлета (Амлета) в «Деяниях данов» Саксона Грамматика. Широкое распространение образа Аурвандиля, или Эаренделя, позволяет некоторым исследователям (Дж. Р. Р. Толкин и другие) предположить, что некогда мог существовать общегерманский мифологический сюжет о данном персонаже, соотносимый со звёздами и имевший определённое значение для древних германцев.
Сравнительно-историческая мифология позволяет сделать предположение, что мифический персонаж соответствовал образу утренней звезды (вероятнее всего, Венеры) в германо-скандинавской мифологии.
Образ Аурвандиля оказал большое влияние на литературное творчество Дж. Р. Р. Толкина, под влиянием которого, как признавался сам писатель, был создан персонаж Эарендиль Мореход (англ. Earendil The Mariner) и первое произведение о нём — «Путешествие Эаренделя, Вечерней звезды» (англ. The Voyage of Earendel the Evening Star, 1914), ставшее основой всего Легендариума Дж. Р. Р. Толкина. Эарендиль, литературный персонаж, наследует большинство черт древнеанглийского Эаренделя, в том числе тех, которые реконструируют некоторые современные исследователи: связь с морем и мореходством, превращение в звезду.

## Этимология и происхождение имени
Этимология имени Аурвандиль, как и родственных ему, довольно затруднительна и неоднозначна. Др.-исл. Aurvandill [ˈɑorˌwɑndel:] (либо [ˈɑoz̠ˌwɑndelː] или [ˈɔuz̠ˌwɑndelː]) возводят к прагерманской форме *Auziwandilaz, *Auzawandilaz, *Auziwandalaz или *Auzowandiloz, реконструированной на основе данных сравнительного языкознания. Образованными от неё последующими формами являются др.-англ. Ēarendel [ˈæ͜ɑː.ren.del] и Ēorendel, др.-в.-нем. Aurendil (Orentil), ломб. Auriwandalo, а также возможно родственная форма гот. auzandil, являющаяся переводом греческого койне др.-греч. ἑωσφόρος (eosphoros) «приносящий зарю». Лат. Horwendillus и Horuuendillus является латинизированной формой общегерманского (либо древнеисландского, либо древневерхненемецкого, либо формы из какого-либо другого германского языка) данного имени. При реконструкции изначального значения имени используются все приведённые формы.
Данная форма всеми исследователями разбивается на лексему, составленную из двух корней. Одной из возможных интерпретаций является объяснение происхождения данного слова от двух прагерманских корней со следующими значениями: *auzi «рассвет» и *wandilaz «непостоянный, колеблющийся, блуждающий» от прагерм.*wandōną «бродить, блуждать, странствовать» + суффиксальная форма *-ilaz. Учитывая значение др.-англ. ēarendel «сияющий свет, луч, луч света; заря, восход солнца, рассвет» и «утренняя звезда», приводится следующая этимология данного имени, считающая некоторыми исследователями наиболее семантически правдоподобной: из прагерм. *auza- от прагерм. *auzom «блестящий, сверкающий» (ср. др.-исл. aurr «золото» наряду с goll, gull, др.-англ. ēar «море», лат. aurum «золото», от п.-и.-е. *h₂ews- «сиять, сверкать; светать, рассветать, брезжить») и прагерм. *wandilaz из прагерм. *wanđuz «трость, палка, прут» (ср. др.-исл. vǫndr «волшебный жезл, прут, лоза». Второй корень обычно возводят к корню прагерм. *wanð- «поворачивать, наматывать», что соотносится с гибкостью (возможно, самого луча света). Таким образом, сложное имя Аурвандиль переводится в любом германском языке как «луч света» или «световой поток». Данная теория также соотносится с древнеанглийским наименованием Эарендиль, которое обычно переводится как «восходящий свет» (что также является переводом латинского антифона O Oriens…) и «луч света», или «утренняя звезда».
Дж. Р. Р. Толкин отмечает, что существующее в древнеанглийском языке слово др.-англ. ēarendel или ēorendel, хотя и используется в значении «луч света; утренняя звезда», достаточно похоже на древнее собственное имя некоей мифологической фигуры, заметно выделяясь среди других древнеанглийских слов и терминов. Толкин предполагает, что некогда оно «…принадлежало астрономическому мифу и было названием звезды или звёздной группы» и, возможно, обладало большим значением для англосаксов дохристианского периода. Следовательно, оно должно происходить от некоего имени с сохранившимся значением, что подтверждают данные других исследователей (Дж. Линдоу и Р. Зимек). В письме № 297 1967 года Дж. Р. Р. Толкин отмечает, что под фигурой Эаренделя в «Христе I» Кюневульфа подразумевается Иоанн Креститель, являясь, таким образом, утренней звездой, предшествующей восходу «Истинного света Солнца» — Иисуса Христа.
Другие исследования позволяют предположить, что первый корень сложного составного имени может происходит от прагерм. *aura- «грязь, гравий, осадочные породы» (ср. др.-исл. aurr «мокрая глина, грязь»). В таком случае, имя Аурвандиль может быть переведено как «посох гравия» либо «болотный посох». Кристофер Р. Фи отмечает, что данная этимология удовлетворяет теории о связи фигуры Аурвандиля с плодородием и фаллическим культом, а также соотносится с тем, что его супруга Гроа (др.-исл. Gróa) переводится с древнеисландского языка как «рост [природы, растений]». Таким образом, иногда Аурвандиль интерпретируется как фигура, связанная с дождём или плодородием, орошающим землю и способствующую росту растений и трав (представленную его супругой Гроа).
Некоторые исследователи возводят второй корень сложного слова к прагерм. *wanđilaz «вандал» и переводя имя Аурвандиля как «сияющий вандал», либо от прагерманского корня прагерм. *wandila- «борода» или от древнеисландского слова, обозначающего меч.

### Интерпретация звезды Аурвандиля
Согласно древнескандинавскому мифу, возможно, являющемуся продолжением более древнего мифологического сюжета, бог грома Тор отломал обмороженный палец ноги Аурвандиля и забросил его на небо, где тот стал звездой Аурвандиля (др.-исл. Aurvandilstá «Палец Аурвандиля», где tá обозначает «палец ноги»). В Младшей Эдде утверждается, что это был один палец ноги. Согласно Младшей Эдде:
И в подтверждение того, что это правда, Тор рассказал, как Аурвандиль высунул из корзины палец ноги и его отморозил, а Тор отломал тот палец и забросил на небо, сделав из него звезду Палец Аурвандиля.

Оригинал (др.-исл.): …sagði henni þau tíðendi, at hann hafði vaðit norðan yfir Élivága ok hafði borit í meis á baki sér Aurvandil norðan ór Jötunheimum, ok þat til jartegna, at ein tá hans [один палец [ноги] его — прим. пер.) hafði staðit ór meisinum, ok var sú frerin, svá at Þórr braut af ok kastaði upp á himin ok gerði af stjörnu þá, er heitir Aurvandilstá.
Идентифицировать звезду Аурвандиля (др.-исл. Aurvandilstá) как какую-либо определённую звезду на ночном небе достаточно трудно ввиду недостатка сведений в оригинальных источниках. Исследователи предлагали различные трактовки звезды Аурвандиля, соотнося с некоторыми другими данными лингвистики, истории и мифологии. Р. Зимек, Дж. Р. Р. Толкин и некоторые другие исследователи древнеанглийского текста «Христос I» Кюневульфа однозначно отождествляют её с Венерой, принимая во внимание данные древнеанглийского языка о значении термина др.-англ. Ēarendel как «восходящий свет; утренняя звезда». Толкин говорит не только о сохранении образа утренней звезды, но и её христианского понимания как Иоанна Предтечи. Исследователи, говоря о древнейшем общегерманском мифе, также отождествляют звезду Аурвандиля с Венерой. Аргументом в пользу этого также называют гот. auzandil, являющееся переводом др.-греч. ἑωσφόρος (eosphoros) «приносящий зарю».
Хостеттер К. Ф. соотносит звезду Аурвандиля (или Эаренделя) с Венерой или Сириусом.
Звезда Аурвандиля не может быть соотнесена с Полярной звездой, поскольку среди её названий не зафиксировано упоминания звезды Аурвандиля. Напротив, Полярная звезда и созвездие Большой Медведицы обычно соотносятся с Одином (др.-исл. Leiðarstjarna «Рудная звезда», Vagnstjarna «Звезда повозки»), а сама Большая Медведица называется Большой Повозкой или Колесницей Одина (др.-исл. Óðins vagn). Другие исследователи идентифицируют звезду Аурвандиля как звезду Ригель (Beta Ориона), составляющую правую стопу созвездия. Таким образом, особое значение приобретает то, что звездой стал именно палец ноги, поскольку Ригель тогда рассматривается как подножие охотника Ориона.
Значительную трудность для интерпретации представляют немецкие средневековые легенды об Аурвандиле (Оренделе, Орентиле), в которых вообще не упоминается его связь со звездой или звёздными скоплениями, но, наоборот, представлена его связь с морем и морским делом. Поэтому немецкие и отчасти датские (Деяния данов, Саксон Грамматик) сказания достаточно трудно интерпретировать в рамках данной модели. Я. де Врис отмечает, что, возможно, моряк Орендель из средневековой поэмы был другим человеком с тем же именем.
Учёные Р. Зимек и Дж. Линдоу говорят о возможности существования древнего общегерманского мифа об Аурвандиле, из которого ведут происхождение все ранне- и позднесредневековые истории. Они отмечают, что есть вероятность изначальной связи Аурвандиля со звездой (Венера, Сириус, Ригель) или звёздным скоплением (Орион) в первоначальной версии мифа, но считают возможным и то, что история о пальце Аурвандиля была создана С. Стурлусоном либо в этиологических целях, либо на основе рассказа о звёздах, возникших из глаз великана Тьяцци, которые были подброшены богами-асами в небо.

## История и происхождение

### Древнескандинавские источники
В Старшей Эдде Аурвандиль или связанные с ним мифологические персонажи не упоминаются. Однако, несмотря на это, исследователи не говорят об этом как о свидетельстве несуществования древнего общегерманского мифа. В древнескандинавской мифологии Аурвандиль (др.-исл. Aurvandill) упоминается всего один раз, в «Младшей Эдде» С. Стурлусона, главе «Язык поэзии» (др.-исл. Skáldskaparmál), задуманном автором как учебник для скальдов. В «Младшей Эдде» он описывается как муж провидицы-великанши Гроа (др.-исл. Gróa) и появляется в рассказе Тора о его путешествии вместе с Аурвандилем через ледяные земли великанов. Данный рассказ представлен следующим образом:
Тор возвратился в Трудвангар, а точило всё сидело у него в голове. Тут пришла провидица по имени Гроа, жена Аурвандиля Смелого. Она пела над Тором свои заклинания, пока точило не стало шататься. Заметив это и понадеявшись, что теперь можно будет вытащить точило, Тор захотел заплатить за врачеванье, порадовав Гроу. И он рассказал ей о том, как шёл с севера через реки Эливагар и нёс на спине в корзине Аурвандиля, который тоже был на севере в Ётунхейме. И в подтверждение того, что это правда, Тор рассказал, как Аурвандиль высунул из корзины палец ноги и его отморозил, а Тор отломал тот палец и забросил на небо, сделав из него звезду Палец Аурвандиля. Тор сказал, что Аурвандиль теперь уж скоро будет дома. И Гроа так тому обрадовалась, что позабыла все заклинания, и точило перестало шататься. Оно всё сидит в голове у Тора. Поэтому следует остерегаться бросать точило поперёк пола: тогда шевелится точило в голове у Тора.

Эту сагу переложил Тьодольв из Хвина в своей поэме «Хаустлёнг».
Здесь единственный раз приводится прозвище Аурвандиля — Смелый (др.-исл. Aurvandill inn frækinn), неизвестное, в частности, в других народных традициях. С. Стурлусон пишет, что данное сказание было переложено Тьодольвом из Хвина в поэме «Хаустлёнг» (др.-исл. Haustlǫng). М. И. Стеблин-Каменский отмечает, что данная поэма представляет собой описание мифологических изображений на щите. Сохранилось всего 20 строф этой поэмы, богатой кеннингами, трудно поддающимися переводу или даже вообще непонятными. Следовательно, возможная история об Аурвандиле за авторством Тьодольва из Хвина, записанная в поэме «Хаустлёнг», была утрачена.
Ж. Дюмезиль пишет, что этот отрывок, похож, является частью более масштабной истории, в которой Аурвандиль неким образом попал к ётунам (возможно, был похищен ими). Бог грома Тор противостоит им (либо одному из них, Грунгниру в «Эдде» С. Стурлусона) и в конце концов освобождает Аурвандиля; таким образом, можно заметить, что изначальная история претерпела некоторые изменения. После победы над ётунами Тор возвращается домой с точилом в голове, полученном в ходе битвы, и затем приходит к вёльве Гроа за помощью. В дороге из владений великанов Тор превращает обмороженный палец ноги Аурвандиля в новую звезду, забрасывая его на небо. Также сказание не уточняет, какая именно звезда подразумевалась под звездой Аурвандиля.
Некоторые исследователи приводят и другое название звезды — «Маяк Аурвандиля», и отмечают, что её использовали моряки как удобный навигационный ориентир. Елисеева Л. А. утверждает, что Аурвандиль был не мужем (как в «Младшей Эдде»), а сыном вёльвы Гроа, что, возможно, является другой версией известного сказания, поскольку и та версия, которая приводится в «Младшей Эдде», по оценкам исследователей является неполной.
Происхождение и образ Аурвандиля остаются загадкой для исследователей по сей день. В частности, происхождение Аурвандиля вообще неизвестно. Нередко отмечается, что Аурвандиль представляется в образе некоего лучника — к примеру, на ларце Фрэнкса, резной шкатулке из китового уса, датируемой приблизительно VIII веком н. э. В рунической надписи на шкатулке лучник назван Эгилем, братом кузнеца Вёлунда, что позволяет некоторым современным исследователям соотносить Аурвандиля с Эгилем. Отмечается, что он связан с морем и морским делом, что, возможно, подтверждает вышеописанную теорию. Однако в имеющихся источниках недостаточно данных, чтобы определить что-то однозначное, и происхождение Аурвандиля по-прежнему остаётся предметом дискуссий учёных.

### Древнеанглийские источники англосаксонского периода
В древнеанглийском корпусе мифологической и христианской литературы термин др.-англ. ēarendel (или ēorendel, earendel) встречается значительно чаще. Самой ранней известной формой этого слова является др.-англ. earendil, также встречается вариант др.-англ. eorendel. Данный термин имеет значение «луч света; утренняя звезда» и обычно используется в качестве имени нарицательного для перевода латинских слов лат. oriens «восходящее солнце», lucifer «несущий свет (в изначальном значении по отношению к Христу)», aurora «рассвет, заря» и iubar «сияние».
Согласно Дж. Э. Коссу, текстовые свидетельства указывают на то, что первоначально оно имело значение «приходящий или восходящий свет, несущий свет», и что более поздние переосмысления привели к расширению значения до «сияние, свет». Дж. Р. Р. Толкин отмечает, что данное слово по своей структуре непохоже на обычное древнеанглийское слово, а скорее схоже с древним именем некоей мифологической фигуры, сохранившемся в древнеанглийской культуре. Об этом же говорит Т. Бичи, указывая, что свидетельства более ранней традиции составления глоссариев показывают, что данное слово является редкой альтернативным словом для обозначения рассвета либо восходящего солнца. Она отмечает, что англосаксы, по-видимому, ещё имели некое (возможно, смутное) представление об Эаренделе как о некой мифологической фигуре, олицетворяющей природные явления (восход солнца) и астрономический объект (утреннюю звезду Венеру). Также Толкин отмечает о строгом тождестве Эаренделя с Венерой, представленной в традиции англосаксов как утренняя звезда, а также о поздней связи данного имени (или термина) с христианской традицией.

#### Христос I, Кюневульф
Эарендель (др.-англ. Ēarendel) как не вполне ясная мифологическаая и религиозная (в частности, христианская) фигура упоминается в поэме «Христос I» (др.-англ. Crist I). В ней описывается восхваление Эаренделю как ярчайшему из ангелов, соотносимое с латинским антифоном «O Oriens…» (с лат. — «О, восходящее солнце»):
Оригинальный текст (др.-англ.):
Ēala ēarendel, engla beorhtast,
ofer middangeard monnum sended,
ond sōðfæsta sunnan lēoma,
torht ofer tunglas, þū tīda gehwane
of sylfum þē symle inlihtes!
Русский перевод:
Славься, Эарендель, ярчайший из ангелов,
светить над средиземьем людям посланный,
и истинный свет солнца,
сияющий над звёздами, ты всякое время года
сам озаряешь вовеки.
Эти строки соотносятся с латинским антифоном «O Oriens…»: O Oriens, splendor lucis aeternae et sol justitiae: veni et illumina sedentem in tenebris et umbra mortis, что переводится как «О, Восход, сияние света вечного и солнце правды: приди и освети сидящих во тьме и тени смертной».
Исследователи и учёные сходятся во мнении, что Эарендель в поэме был выбран как эквивалент (либо смысловой перевод) латинского термина лат. Oriens, понимаемого в христианском ключе как «источник истинного свет». Дж. Р. Р. Толкин отмечает, что под фигурой Эаренделя в «Христе I» подразумевается Иоанн Предтеча, являясь, таким образом, праведником, предшествующим восходу «Истинного свет Солнца», Иисуса Христа, подобно тому, как утренняя звезда Венера предшествует восходу Солнца ранним утром. Фраза из англосаксонской поэмы, в которой упоминается Эарендель, относится к дохристианским праведникам, ожидающим в аду Пришествие Христа. Они просят Эаренделя освободить их от др.-англ. deorc déaþes sceadu — «тёмной тени смертной». Эти строки также соотносятся с латинским антифоном «O Oriens…», слова которого обращены ко Христу: «О Восходящий свет, Слава вечного света и Солнце правосудия, приди и воссияй сидящим во тьме и сени смертной».
Исследователи, анализируя фигуру Эаренделя в поэме, утверждают, что он либо олицетворяет Иоанна Крестителя, либо самого Христа, изображающий Его как восходящее Солнце, утреннюю звезду или рассветную зарю. Однако отмечается, что данные слова могут быть обращены как к Иоанну Предтече, так и ко Христу, и интерпретировать их однозначно затруднительно. Фраза из поэмы, переводимая обычно как «ты сам всегда освещаешь все времена года своим присутствием» (др.-англ. torht ofer tunglas, þū tīda gehwane of sylfum þē symle inlihtes!), также может свидетельствовать о том, что Эарендель в поэме мыслится как некая вечная фигура, находящаяся вне времени, и как та самая сила, которая делает возможным само время и его восприятие людьми.
Первая фраза отрывка, др.-англ. Ēala ēarendel «Славься, Эарендель», построена на основе строгой аллитерации, характерной, как отмечает Стеблин-Каменский М. И., для всей северногерманской и общегерманской поэзии. Т. Бичи утверждает, что данная фраза может быть древнеанглийской поэтической формулой, поскольку её фонетические отголоски можно найти в выражениях др.-англ. eorendel eall и др.-англ. eorendel eallunga из Даремского сборника гимнов (англ. Durham Hymnal Gloss). Таким образом, мифологическая фигура Эаренделя, изначально соотносящаяся с неким астрономическим мифом, была христианизирована.

#### Бликлингские проповеди
Эарендель также упоминается в «Бликлингских проповедях» (англ. Blickling Homilies), составленных в X веке н. э., где он явно отождествляется с Иоанном Предтечей:
Русский перевод (оригинал — др.-англ.): …И вот, рождение Христово произошло при нём, и новым эоренделем стал Иоанн Креститель. И ныне воссияет истинное Солнце, Сам Господь наш; пусть глашатай подаст голос свой. И оттого что Господь наш Иисус Христос ныне — Судья, Святой Иоанн возвестит о том и придёт затем с самим Господом на землю эту; — и пусть же посланник, Святой Иоанн, пойдёт впереди Него.
Иоанн Креститель здесь назван «новым эоренделем» (др.-англ. niwa eorendel Sanctus Iohannes), поскольку он является предтечей Иисуса Христа подобно утренней звезде, которая предвещает восход солнца.
Данный отрывок основан на латинской проповеди епископа Равенны Святого Петра Хрисолога (лат. Petrus Chrysologus), жившего в V веке н. э. Оригинальный текст проповеди на латинском языке приводится следующим образом: Sed si processurus est, iam nascatur Ioannes, quia instat nativitas Christi; surgat novus Lucifer, quia iubar iam veri Solis erumpit (с лат. — «Но поскольку он вскоре появится, ныне пусть придёт же Иоанн, поскольку рождение Христа близко; пусть явится новый Несущий свет, потому что ныне приидет свет истинного Солнца»). Исследователи здесь чётко отождествляют Эаренделя с термином лат. Lucifer «Несущий свет (относящийся изначально ко Христу)», который, кроме того, означает утреннюю звезду Венеру. Следовательно, здесь следует понимать Эаренделя как утреннюю звезду, восход которой предвещает рождение Христа и чьё появление в проповеди происходит перед «пришествием истинного Солнца, самого Господа».

#### Глоссарии, гимны и другие сведения
В Даремском сборнике гимнов (англ. Durham Hymnal Gloss), составленном в начале XI века, слово др.-англ. ēarendel используется для поэтического перевода лат. aurora «рассвет, заря» вместо стандартного и более распространённого др.-англ. dægrima «рассвет»:
Оригинал (лат. — др.-англ.): 1. Aurora cursus provehit — aurora tota prodeat / dægrima rynas upalymþ — eorendel eall forðstæppe.
2. Aurora iam spargit polum / eorendel eallunga geondstret heofon.
В переводе на русский язык эти строки имеют следующий вид:
Перевод на русский язык (дословный): 1. Рассвет в своей череде приближается — рассвет приходит полностью (лат.) / рассвет в своей череде приближается — эорендель появляется впереди (др.-англ.).

2. Рассвет полностью заливает небо (лат.) / эорендель полностью заполняет небо (др.-англ.)
Особого внимания требует тот факт, что термины др.-англ. dægrima и eorendel, оба обозначающие зарю или рассвет как явление природы и как метафорический символ, здесь различаются автором гимнов. Подразумевается, что рассвет (др.-англ. dægrima) приближается и наступает, а эорендель появляется и появляется впереди с рассветом, как свет, который «полностью заполняет небо». Здесь эорендель рассматривается не как рассвет в качестве явления природы, а как некое явление, происходящее вместе (или несколько, но незначительно, после) собственно рассвета.
Также в некоторых других глоссариях («Эпинальский глоссарий», «Эпинальско-Эрфуртский глоссарий», копия «Эпинальского глоссария») термин др.-англ. ēarendel связывается с лат. iubar «сияние [особенно небесных тел]» наряду со наиболее распространённым и известным др.-англ. leoma «луч света, отблеск, блик».

### Немецкие источники
Наиболее известным упоминанием персонажа по имени Орендель (ср.-в.-нем. Orendel) является его появление в средневерхненемецкой поэме «Орендель», написанной и составленной в конце XII века. Поэма повествует о том, как мантия Христа, серый хитон, некогда облекавший тело Спасителя, попал в город Трир (нем. Trier).
В начале произведения рассказывается, как мантия Христа в давние годы была проглочена китом, и ныне находится у него во чреве. Герой произведения, человек по имени Орендель (ср.-в.-нем. Orendel), сын короля Угеля (ср.-в.-нем. Ougel), отправляется в морское плавание с большим флотом, чтобы достичь Святой земли и просить руки невесты, Королевы Иерусалима, которая правила в городе.
Во время путешествия он терпит кораблекрушение, но спасается и встречается с рыбаком Изэ (ср.-в.-нем. Ise). Он ловит рыбаку огромного кита, который некогда проглотил Священный плащ. У серого хитона имеется такое же свойство, что и у роговой оболочки немецкого Зигфрида (нем. Siegfried, ср.-в.-нем. Sivrit), а именно она делает своего владельца неуязвимым. С его помощью Орендель преодолевает все бесчисленные опасности на своём пути и добивается руки невесты.
В конце истории Орендель доставляет серый хитон Христа в Трир. Данная история, по мнению многих исследователей, содержит довольно распространённые сюжетные мотивы.
Исследователи поэмы указывают, что её автор мог быть священнослужителем, проживавшем в городе Трир или поблизости него. М. Гиббс и С. М. Джонсон пишут, что история возвращения Священной мантии в Трир, вероятно, основана на реальном перенесении Священного Покрова в Трирский собор в 1196 году. Анализируя сюжет, содержание и стиль поэмы, выдвигались предположения о существовании устного источника произведения, поскольку организация эпизодов повествования и повторение поэтических формул позволяет предположить о изначальном существовании данной истории в устной традиции. Также, по-видимому, это произведение является ярчайшим примером образа Оренделя как морехода, отправившегося в долгое путешествие. Я. де Врис отмечает, что существует возможность того, что немецкий Орендель мог быть другим персонажем с тем же именем, не связанным напрямую с мифологической традицией.
Позднее, в XV веке, король Трира Орендель (или Эрендель) был назван первым из когда-либо родившихся героев (Strassburger Heldenbuch).
Имена Аурендиль (др.-в.-нем. Aurendil), Хориндиль (др.-в.-нем. Horindil), Урендиль (др.-в.-нем. Urentil), Орендиль (др.-в.-нем. Orendil) и Орентиль (др.-в.-нем. Orentil) используются в древневерхненемецком языке в VIII—X веках нашей эры как личные мужские имена. Упоминается некий баварский граф Орендиль (др.-в.-нем. Orendil), правивший в 843 году. Таким образом, мифологическое имя становится популярным среди мужских личных имён на территории современной Германии в раннем Средневековье. Схожее явление встречается примерно в то же время среди ломбардцев, которые также используют данное имя в качестве личного мужского имени. Отмечается, что имена мифических персонажей нередко становятся личными именами: к примеру, полулегендарный норвежский конунг Гандальв Альвгейрссон (др.-исл. Gandálf Álfgeirsson) носит имя, встречающееся в «Перечне двергов» «Старшей Эдды» — одного из гномов также зовут Гандальвом (др.-исл. Gandálf).
Древнее имя является часть составных топонимов, распространённых на территории современной Германии: Орендилесхус (нем. Orendileshûs, Grabfeld), Орендельзаль (нем. Orendelsall, ныне часть Zweiflingen) и Орендельштайн (нем. Orendelstein, Öhringen).

### Готская литературная традиция
В готском языке существует термин гот. auzandil, являющаяся переводом греческого койне др.-греч. ἑωσφόρος (eosphoros) «приносящий зарю». Возможно, что данное слово ведёт своё происхождение от прагерманского слова, реконструированного лингвистами.

### Датская литературная традиция
В «Деяниях данов» Саксона Грамматика отцом легендарного Амлета (др.-исл. Amlóði, лат. Amlethus) был назван правитель Ютландии Хорвендил (лат. Horwendillus или Horuuendillus), латинизированный вариант общегерманского имени мифического персонажа. Ж. Дюмезиль предполагает, что история Хорвендила была основана на том же древнем сюжете, что и история Аурвандиля Смелого в «Младшей Эдде». Ж. Дюмезиль также отмечает похожий момент в данной истории: воин и правитель Хорвендил в сражении отрубает ступню Коллеру (лат. Collerus), в то время как Тор отламывает отмороженный палец ноги Аурвандилля в «Младшей Эдде» и забрасывает его на небо, где он превращается в звезду. Однако Ж. Дюмезиль замечает, что в истории Саксона Грамматика космологический мотив возникновения звезды отсутствует. Хорвендил также был изображён известным моряком.

### Ломбардские источники
Отмечается, что ломбардский вариант имени ломб. Auriwandalo использовалось как мужское личное имя в VIII веке. Некий ломбардский князь Ауривандало зафиксирован в некоторых источниках.

### Современная народная традиция
В современном английском языке существует имя Арундэл (англ. Arundel), которое является современной формой древнеанглийского имени Эарендель. В неоконченном романе «Записки клуба „Мнение“» Дж. Р. Р. Толкин называет именем Арундел одного из персонажей (Альвин Арундэл Лаудэм).

## Краткие сведения
Фраза из англосаксонской поэмы, в которой упоминается ангел Эарендел, относится к дохристианским праведникам, ожидающим в аду Пришествия Христа. Они просят Эарендела освободить их от deorc déaþes sceadu — «тёмной тени смертной». Эти строки соотносятся с латинским антифоном О Oriens…, слова которого обращены ко Христу: «О Восходящий Свет, Слава вечного света и Солнце правосудия, приди и воссияй сидящим во тьме и сени смертной…».
На древнеанглийском языке слово earendel означает «сияющий свет, луч». Самой ранней известной формой этого слова является earendil, также встречается вариант eorendel. Этим термином англосаксы называли утреннюю звезду — Венеру. Согласно этому значению в «Бликлингских проповедях» «новым Эоренделем» назван Иоанн Креститель, так как он является предтечей Христа подобно утренней звезде, которая предвещает рассвет солнца.
Аналогичные англосаксонскому Эаренделу персонажи встречаются и у других германских народов. В «Младшей Эдде» Снорри Стурлусона упоминается Аурвандил — спутник бога Тора. Согласно повествованию, Аурвандил отморозил палец и бросил его в небо, где тот стал звездой. В немецкой поэме «Орендэл» (ок. 1200) рассказано о сыне короля Орендэле, который потерпел кораблекрушение у берегов Святой Земли, а после возвращения на родину стал проповедовать христианскую веру среди своего народа. В английском языке существует имя Арундэл (англ. Arundel), которое является современной формой древнеанглийского слова «Эарендел».
На основе имени этого ангела из древнеанглийской мифологии Толкин создал литературного персонажа Эарендиль. Источником вдохновения для него стали строки из поэмы Кюневульфа «Христос»:

Радуйся, Эарендел, ярчайший из ангелов,

светить над средиземьем к людям посланный!
Оригинальный текст (англ.)Eálá Earendel engla beorhtast

ofer middangeard monnum sended.

## В современной культуре
Английский писатель, лингвист, филолог и профессор Оксфордского университета Дж. Р. Р. Толкин, читая древнеанглийскую поэму «Христос I» Кюневульфа, наткнулся на строки, вызвавшие у него, как позже признавался сам писатель, прилив неожиданных чувств. Эти строки, посвящённые приветственному обращению к Эаренделю, стали источником вдохновения Толкина для создания литературного персонажа Эарендиля Морехода (англ. Eärendil the Mariner), изображённого в «Сильмариллионе» и отчасти во «Властелине колец» (упоминания и песни). Первое произведение об Эарендиле (называемом ещё тогда Эарендель, англ. Earendel), «Путешествие Эаренделя, Вечерней звезды» (англ. The Voyage of Earendel the Evening Star), было написано в 1914 году и стало основой всего Легендариума Дж. Р. Р. Толкина. Впоследствии Толкин приспособил данное древнеанглийское имя к созданному им эльфийскому языку квенья (кв. Eärendil «Любящий море»).

В письме от 1967 г. Толкин описывал свои чувства при первом прочтении «Христа I» Кюневульфа, говоря об этом следующее:
Насколько эти слова автобиографичны, можно судить по письму самого Толкина от 1967 г., где он пусть сдержаннее, но говорит о том же самом: "Имя «Эарендил» на самом деле (что очевидно) происходит от англосаксонского Earendel. Впервые профессионально взявшись за изучение англосаксонского (с 1913 г.), — это было мальчишеское хобби, тогда как предполагалось, что я учу греческий и латинский, — я был поражен великой красотой этого слова (или имений, вполне согласованного с нормальным стилем англосаксонского, но совершенно по-особому благозвучного для этого милого, но не «усладительного» языка. Помимо же того, форма имени сильно наводила на мысль, что по происхождению это имя собственное, а не апеллятив. Это подтверждается явно связанными формами из других германских языков; из которых среди путаницы и измельчания поздних преданий, по меньшей мере, кажется очевидным, что оно относилось к астрономическому мифу и было названием звезды или созвездия. По моему разумению, англосаксонские примеры ясно определяют, что оно прилагалось к звезде, знаменующей рассвет (во всяком случае, в английской традиции): то есть к тому, что теперь мы зовем Венерой, — утренней звезде, которую можно видеть ярко сияющей на рассвете, перед действительным восходом Солнца. Во всяком случае, я принял, что это так. До 1914 года я написал «поэму» об Эаренделе, спускающем свой корабль, подобный яркой искре, на воду в гаванях Солнца. Я приспособил его к своей мифологии — в которой он стал главной фигурой как мореход, а в итоге как звездный герольд и знак надежды людей. «Aiya Earendil Elenion Ancalima» «Радуйся, Эарендил, светлейшая из звезд» восходит в конечном счете к англосаксонскому «Eala Earendel engla beorthast».
Именно так и был сделан самый первый шаг в создании монументального Легендариума Дж. Р. Р. Толкина, свода собственных мифов и повествований.
Создавая образ Эарендиля, Толкин использовал известные мифологические мотивы, приспосабливая их для его собственной истории: связь с морем, превращение в звезду, путешествие по пространству космоса — всё это, очевидно, мотивы изначального мифа или более поздних легенд, основанных на нём. В интерпретации Толкина Эарендиль предстаёт как посланник, что, вероятно, вдохновлено его ассоциацией со словом др.-англ. engel «ангел, вестник» как в «Христе I» так и в «Бликлингских проповедях», а также его отождествлением с Иоанном Крестителем в «Проповедях». Сам Толкин отмечал, что он понимает образ древнеанглийского Эаренделя как Иоанна Предтечу. Изображение Эарендиля как вестника и посланника также соотносится с пониманием древнеанглийского Эаренделя как утренней звезды, предваряющей восходу солнца. Звезда, в которую превращается Эарендиль — Венера, Утренняя звезда древнеанглийской мифологии и народной традиции.
С другой стороны, Эарендиль у Толкина изображён в качестве морехода, отправившегося в морское путешествие (поначалу, очевидно, безнадёжное) в Валинор. Традиция изображения мифологического Эаренделя как моряка присутствует в средненемецкой и датской традиции (однако отмечается, что немецкий Орендель может быть и совершенно иным персонажем с идентичным именем): и Орендель, и Хорвендил изображаются как моряки. Однако ни в скандинавской, ни в древнеанглийской мифологии данная особенность не проявляется. Хостеттер К. Ф. отмечает, что ассоциация Эарендиля с морем была для Толкина также глубоко личной. Толкину также было известно о других германских родственных именах (др.-исл. Aurvandill, ломб. Auriwandalo), и на вопрос, почему в его мифологии используется древнеанглийская, а не ломбардская или прагерманская форма, Толкин отмечает, что древнеанглийское имя, в частности, указывает не только на астрономический миф о возникновении звезды или звёздного скопления, но и на утреннюю звезду как вестницу восходящего Солнца, христианизированную для обозначения Иоанна Крестителя.
В начале августа 2022 года космическая обсерватория «Джеймс Уэбб» и телескоп «Хаббл» запечатлели объект WHL0137-LS, звезду, названную астрономами «Эарендиль», (или Эарендель, или Эарендел, англ. Earendel) от староанглийского слова, означающего «утренняя звезда» или «восходящий свет». Астрономы называют её «звездой на краю Вселенной» и считают её одним из основных кандидатов на звание самой далёкой изолированной звезды. «Эарендиль» в том виде, в каком мы её видим сегодня, сияла всего через 900 миллионов лет после Большого взрыва. Свет прошёл целых 12,9 миллиарда световых лет, прежде чем достиг телескопа «Хаббл».